# Алабама (Нью-Йорк)
Алабама (англ. Alabama) — місто (англ. town) в США, в окрузі Дженесі штату Нью-Йорк. Населення — 1602 особи (2020).

## Демографія
Згідно з переписом 2010 року, у місті мешкало 1869 осіб у 712 домогосподарствах у складі 528 родин. Було 765 помешкань
Расовий склад населення:
| - 95,6 % — білих - 1,4 % — корінних американців - 0,9 % — чорних або афроамериканців - 0,1 % — азіатів |

До двох чи більше рас належало 1,3 %. Частка іспаномовних становила 1,3 % від усіх жителів.
За віковим діапазоном населення розподілялося таким чином: 22,8 % — особи молодші 18 років, 62,3 % — особи у віці 18—64 років, 14,9 % — особи у віці 65 років та старші. Медіана віку мешканця становила 42,2 року. На 100 осіб жіночої статі у місті припадало 101,4 чоловіків;  на 100 жінок у віці від 18 років та старших — 102,1 чоловіків також старших 18 років.
Середній дохід на одне домашнє господарство  становив 65 355 доларів США (медіана — 57 273), а середній дохід на одну сім'ю — 78 218 доларів (медіана — 66 094). Медіана доходів становила 42 115 доларів для чоловіків та 36 625 доларів для жінок. За межею бідності перебувало 10,8 % осіб, у тому числі 13,3 % дітей у віці до 18 років та 9,9 % осіб у віці 65 років та старших.
Цивільне працевлаштоване населення становило 1013 осіб. Основні галузі зайнятості: освіта, охорона здоров'я та соціальна допомога — 19,8 %, виробництво — 18,2 %, сільське господарство, лісництво, риболовля — 11,6 %, роздрібна торгівля — 9,4 %.